# Network Information Service
A Network Information Service, vagy NIS (eredeti nevén Yellow Pages) egy  kliens/szerver alapú címtárszolgáltatás (angolul: directory service) protokoll, amely konfigurációs állományok megosztását teszi lehetővé (például a felhasználó és a gazdagép nevét) számítógépek között a  hálózaton. A Sun Microsystems fejlesztette ki a UNIX rendszerek központosított karbantartásához.
Régebben „Yellow Pages” néven volt ismert, de ez a név a British Telecom által birtokolt bejegyzett védjegy volt, így a jogi problémák miatt a Sun megváltoztatta a nevét NIS-re.

## Jellemzők
A NIS/YP rendszer kezeli és megosztja a felhasználói és csoport adatokat, host-neveket és egyéb információkat szöveg-alapú táblázatos formában. Például egy átlagos UNIX környezetben az azonosításhoz szükséges felhasználók listája az /etc/passwd helyen található. A NIS ad egy további "globális" felhasználó listát, amellyel azonosíthatóak a felhasználók valamennyi kliensen.
Az adminisztrátorok képesek konfigurálni a NIS-t úgy, hogy külső folyamatok számára szolgáltasson jelszó adatokat a hitelesítéshez, használva a UNIX titkosító algoritmusok különböző változatait. Azonban ezekben az esetekben valamennyi NIS kliens fogadhatja a teljes jelszó adatbázist az offline ellenőrzéshez. A Kerberos-t úgy tervezték, hogy a hitelesítések kezelése biztonságosabb módon történjen.

## Elemek
A NIS környezetekben háromféle gép létezik: a központi szerverek, az alárendelt szerverek és a kliensek. A szerverek képezik a gépek konfigurációs információinak központi tárhelyét. A központi szerverek tárolják ezen információk hiteles másolatát, míg ezt az alárendelt szerverek redundánsan tükrözik. A kliensek a szerverekre támaszkodnak ezen információk beszerzéséhez.
- Típusai
  - Központi NIS szerver: Ez a szerver, amely leginkább a Windows NT elsődleges tartományvezérlőjéhez hasonlítható, tartja karban az összes, NIS kliensek által használt állományt. A passwd, group, és összes többi ehhez hasonló állomány ezen a központi szerveren található meg.
  - Alárendelt NIS szerverek: A Windows NT tartalék tartományvezérlőihez hasonlítanak, és az alárendelt NIS szerverek feladata a központi NIS szerveren tárolt adatok másolatainak karbantartása. Az alárendelt NIS szerverek a redundancia megvalósításában segítenek, aminek leginkább a fontosabb környezetekben van szerepe. Emellett a központi szerver terhelésének kiegyenlítését is elvégzik. A NIS kliensek elsőként mindig ahhoz a NIS szerverhez csatlakoznak, amelytől először választ kapnak, legyen akár az egy alárendelt szerver.
  - NIS kliensek: A NIS kliensek, hasonlóan a Windows NT munkaállomásokhoz, a NIS szerveren (amely a Windows NT munkaállomások esetében a tartományvezérlő) keresztül jelentkeznek be.[1]

## Utód technológiák
Az eredeti NIS-nek számos korlátja volt, különösen a skálázhatóság és a biztonság területén, ezért más technológiák jelentek meg leváltására.
A Sun 1992-ben a Solaris 2 részeként mutatta be a NIS+-t azzal a szándékkal, hogy végül leváltja a NIS-t. A NIS+ az elődjénél sokkal jobb biztonsági és hitelesítési jellemzőkkel rendelkezik, valamint hierarchikus felépítésének köszönhetően nagyobb skálázhatósággal és rugalmassággal bír. Ugyanakkor nehézkesebb beállítani és kezelni, és sokkal bonyolultabb integrálni egy már létező NIS környezethez.
Ennek eredményeként sok felhasználó tartott ki a NIS mellett, majd idővel más modern és biztonságos címtár szolgáltatások jelentek meg (különösen az LDAP) a leváltására.
Nagy LAN hálózatok esetén a DNS szerverek jobb name server funkciókat képesek nyújtani, mint a NIS vagy LDAP, ugyanakkor bizonyos funkciók - mint például a netmask információk terjesztése a kliensek felé - esetén továbbra is a NIS vagy LDAP használatos.

## További információ
- The NIS-HOWTO from the Linux Documentation Project
- Resources on how to replace NIS can be found at the NIS Migration Resource Site Archiválva 2011. szeptember 29-i dátummal a Wayback Machine-ben
- Distributed Authentication System (DAS) Handbook by Van Emery
- NFS and NIS Security by Kristy Westphal - Securityfocus article Jan. 22, 2001
- Red Hat Linux 9: Red Hat Linux Security Guide - 5.3. Securing NIS
- Linux Focus: Yellow Pages - Includes some details on the underlying RPC calls